# Gregor Tovek
Gregor Tovek, född den 4 maj 1965 är en svensk entreprenör, grundare och ägare till bilförsäljningskoncernen Toveks Bil. Koncernen är en av de största privata personbilsåterförsäljarna i Sverige. Gregor Tovek har även grundat Toveks Lastbilar, återförsäljare för Scania och Toveks Skogsmaskiner AB som fram till 2013 var generalagent för skogsmaskinstillverkaren Logset  i Sverige.